# The Creation
The Creation, brittiskt rockband bildat 1964 i Cheshunt, Hertfordshire i England, då under gruppnamnet The Mark Four. I den uppsättningen var The Kinks' basist John Dalton med en kort period. 1966 lämnade Dalton gruppen och ersattes av Bob Garner. På samma gång bytte man namn till The Creation. Gruppen bestod av Kenny Pickett (sång), Eddie Phillips (gitarr), Bob Garner (basgitarr), och Jack Jones (trummor). Deras sound var mycket likt The Whos tidiga musik, eftersom de hade samma producent. Bandet var populärt bland mods. Gruppens gitarrist Eddie Phillips var den första som spelade med fiolstråke på sin elgitarr, något som kan ha influerat Led Zeppelins gitarrist Jimmy Page senare.
De släppte sin första singel "Making Time" 1966 och den nådde den blygsamma platsen 49 på den brittiska singellistan. Nästa singel "Painter Man" gick det bättre för, även om den bara nådde plats 36. "Painter Man" är antagligen deras mest kända låt. I Tyskland var gruppen mycket mer populär än i sitt hemland. 
1967 slutade Pickett och ersattes av gitarristen Kim Gardner. Samtidigt tog Bob Garner över som sångare. Den senare Rolling Stones-medlemmen Ron Wood var sedan med i gruppen ett kort tag mot slutet då han tillsammans med en återvändande Kenny Pickett ersatte Bob Garner och Eddie Phillips. The Creation upplöstes 1968, men återförenades mot mitten av 1980-talet.

## Medlemmar
Nuvarande medlemmar
- Eddie Phillips (f. 15 augusti 1945) – sång, sologitarr (1966–1967, 1980s–)
- Tony Barber – sång, basgitarr (tidigt 2000-tal –)
- Kevin Mann – trummor (tidigt 2000-tal –)
- Simon Tourle – sång (tidigt 2000-tal –)

Tidigare medlemmar
- Bob Garner (f. 15 maj 1946, d. 16 juli 2016) – sång, basgitarr (1966–1968, 1997–tidigt 2000-tal)
- Kenny Pickett (f. 3 september 1940, d. 10 januari 1997) – sång (1966–1967, 1968, 1980-tal–1997)
- Jack Jones (f. 8 november 1947) – trummor, sång (1966, 1966–1968, 1993–tidig 2000t-tal)
- Dave Preston – trummor (1966)
- Kim Gardner – basgitarr, sång (1967–1968; död 2001)
- Tony Ollard – sologitarr, sång (1967–1968)
- Ronnie Wood – sologitarr, sång (1968)
- John Dalton – basgitarr (1980-tal–1993)
- Mick Avory – trummor (1980-tal–1993)

## Diskografi
Album
- We Are the Paintermen (1967) (tysk LP, endast utgiven i Nederländerna, Tyskland, Frankrike och Sverige)
- Psychedelic Rose: The Great Lost Creation Album (1987)
- Power Surge (1996)[2]

Singlar
- "Making Time" / "Try and Stop Me" (1966)
- "Painter Man" / "Biff Bang Pow" (1966)
- "Cool Jerk" / "Life Is Just Beginning" (1967)
- "If I Stay Too Long" / "Nightmares" (1967)
- "Life is Just Beginning" / "Through My Eyes" (1967)
- "How Does it Feel to Feel" /" Tom Tom" (1968)
- "Midway Down" / "The Girls are Naked" (1968)
- "Bony Moronie" / "Mercy, Mercy, Mercy" (1968)
- "For All that I Am" / "Uncle Bert" (1968)
- "A Spirit called Love" / "Making Time" / "Mumbo Jumbo" (1987) (EP)
- "Creation" / "Shock Horror" (1994)